# Lotus holosericus
Lotus holosericus là một loài thực vật có hoa trong họ Đậu. Loài này được Webb & Berthel. miêu tả khoa học đầu tiên.